# 연경 앤 제이에스킹
연경 앤 제이에스킹은 대한민국의 음악 그룹이다. 현재 소속사는 제이에스킹 엔터테인먼트이다. 이 음악 그룹의 일원인 제이에스킹은 제이에스킹 엔터테인먼트의 사장이기도 하다.

## 대표작

### 음반
- 싱글 앨범 《힘을 내요 아자》
- 싱글 앨범 《모두 한 번 외쳐보자 대한민국》

## 주요 출연작

### 텔레비전 프로그램
- 변기수의 불면 노래방(OBS)